# Thorkild Graae Jørgensen
Thorkild Graae Jørgensen (1923–2012) foi um importante trombonista dinamarquês que iniciou seus estudos precocemente, pois em 1934 foi aceito para integrar a Tivoli Garden Boy Band em Copenhagen – Dinamarca. Jørgensen teve aulas de trombone com o personagem de maior relevância no requisito professor, o Anton Hansen. Cabe destacar que Hansen também foi professor de Palmer Traulsen, outro importante trombonista dinamarquês.
Jørgensen é reconhecido pela posteridade principalmente por ter integrado a Orquestra Sinfônica de Rádio Nacional Dinamarca, uma das mais tradicionais na Dinamarca como apenas 18 anos. O maestro desta mesma orquestra era o também compositor Launy Grøndahl, que tem seu legado marcado por ser maestro desta orquestra por 30 anos e pelo Concerto para Trombone de 1924.
Depois de um tempo de ingresso de Jørgensen na orquestra, o intérprete tomou coragem e pediu para o maestro Grøndahl para interpretar seu Concerto com a orquestra. A resposta do maestro não poderia ser melhor: “Você gostaria de tocar meu concerto para trombone? Bem, está tudo bem para mim!”.
Esta resposta foi a que o intérprete mais queria escutar, e em 12 de agosto de 1954 Jørgensen gravou o Concerto com Grøndahl como maestro, tendo a gravação disponível no youtube e spotify nos dias atuais. Cabe mencionar que Grøndahl acompanhou Jørgensen nos ensaios para certificar que os andamentos da obra fossem seguidos, para que não acontecesse conforme na interpretação de Palmer Traulsen que mudou o andamento da obra e acrescentou umas oitavas não autênticas deixando o compositor irritado.
Jørgensen foi o principal trombonista da Orquestra Sinfônica de Rádio Nacional Dinamarca, se aposentando no ano de 1989. O intérprete fez diversas interpretações do Concerto para trombone de Grøndahl, tendo reconhecimento internacional pelo fato, e reconhecimento da Dinamarca por desempenhar cargos administrativos musicais por vários anos. Em termos gerais: uma personalidade importante na vida da música dinamarquesa, e inspiração para os estudantes de trombone.